# Пэк Сонёп
Пэк Сонёп (кор. 백선엽?, 白善燁?, 23 ноября 1920, Кангсо, Японская Корея — 10 июля 2020, Сеул, Республика Корея) — южнокорейский военачальник, генерал армии Республики Корея.

## Биография
Пэк Сонёп родился 23 ноября 1920 года в колониальной Корее. В молодости он работал учителем в младшей школе, позже — поступил в офицерское училище в Хэйдзё (японское название Пхеньяна). После окончания училища Пэк эмигрировал в Маньчжоу-Го, где поступил на военную службу. В армии Маньчжоу-Го Пэк носил звание лейтенанта.
После того, как Корея стала независимой в 1945 году, Пэк Сонёп вступил в ряды армии Республики Корея и вскоре дослужился до звания генерала армии. Во время Корейской войны он командовал 1-м корпусом и был одним из самых известных южнокорейских генералов.
После окончания войны Пэк стал дипломатом и служил послом Республики Корея в Китайской Республике, Франции и Канаде, а также способствовал строительству школ и распространению образования в Южной Корее.
С 2009 года обсуждается вопрос о присвоении Пэк Сонёпу воинского звания маршала. Если бы это произошло, он стал бы первым маршалом за всю историю Южной Кореи. Этого не состоялось, и за четыре месяца до столетия, 10 июля 2020 года, он скончался.